# Халаибски троугао
Халаиб троугао (арап. مثلث حلايب) је спорна област површине од 20.580 , око које се споре Египат и Судан.
Скоро читаву другу половину 20. вијека је био под контролом Судана. У наредном периоду пао је под египатску контролу. Географски, спорна област је дио Нубије. На територији „троугла“ налази се египатски национални парк, у коме су откривене резерве нафте.
Припадност није утврђена резолуцијом ОУН-а. Свака чланица организације признаје територијалну припадности спорног подручја или Египту или Судану, у зависности од признавања граница 1899, односно 1902. године, или према државној политици.

## Карте
- Нубија на карти Африке 1885.
- Карта Африке 1905.
- Карта Африке 1914.
- Детаљна карта Хаиба троугла.